# Torre Cavallo
Torre Cavallo è una delle antiche torri d'avvistamento cinquecentesche che sorgono nel circondario di Reggio Calabria, facenti parte del sistema difensivo dello Stretto di Messina. La torre si erge sulle scogliere a strapiombo della sponda calabra tra Cannitello (frazione di Villa San Giovanni) e Scilla.

## Storia

### Origine del nome
Si pensa che il promontorio di Torre Cavallo possa essere stato chiamato così per un'abbreviazione popolare dal latino "caput valli" (capo di difesa). Probabilmente è su queste rupi che s'inerpicò Ottaviano dopo la disfatta navale nelle acque antistanti Scilla, prima della decisiva vittoria contro Sesto Pompeo.
Il termine "Cavallo" è stato anche attribuito alla presenza di una stalla, adiacente alla torre, dove veniva tenuto un cavallo per la speditezza nelle informazioni agli abitanti.
Un'altra possibile origine del nome è attribuita alla presenza di una motta, una fortificazione dove gli abitanti si trasferivano momentaneamente per sfuggire alle incursioni saracene. In mancanza di vicine motte, che si trovavano in posizione più prossima all'abitato di Reggio, essi trovavano rifugio sulle colline, favorendo così la continuità del lavoro nei campi. Qualcuno ancora pensa che la "comoda stalla" annessa servisse per il cosiddetto "sfondaco" (grande magazzino usato per tenervi mercanzie).
Altri ancora vogliono che la denominazione derivi da una leggendaria statua di cavallo posta a difesa della Sicilia e dello Stretto, ma questa tesi non ha trovato supporto.

### La costruzione della torre
Presso le città e i centri marittimi, nel medioevo era forte il pericolo delle scorrerie operate prima dai pirati saraceni e poi dai turchi. Per questo motivo vennero erette numerose torri di avvistamento sulle punte avanzate della costa, pronte a dare l'allarme appena all'orizzonte si profilava una vela sospetta.
Così intorno al 1559 fu costruita Torre Cavallo, a spese della municipalità di Scilla, che dovette pagare un dazio sulla seta alla città di Reggio. Infatti, essendo le torri e le fortezze le uniche difese a cui gli abitanti facevano volentieri ricorso, essi erano disponibili a sottoporsi ad un tributo.
Tra le torri le comunicazioni erano rapide, così ricevuto l'avviso di presenze estranee dalla torre di punta Pezzo, la notizia veniva comunicata alla vedetta posta sul promontorio di San Gregorio, che allertava quella posta a Capo Pacì. Da qui venivano sollecitamente avvertiti i cittadini a mettersi al riparo ed approntare la propria difesa. La gente si metteva in salvo nella campagna retrostante mentre gli armigeri del feudatario correvano verso il mare a guarnire le difese.
La presenza dei Ruffo determinò la sorte della torre, delle sue varie ricostruzioni e delle modalità di utilizzazione della torre stessa.

### Storia recente
In tempi più recenti Torre Cavallo venne utilizzata anche per l'avvistamento del pescespada, nel periodo di pesca fra la primavera e l'estate, fin quando le imbarcazioni non furono dotate di passerelle in ferro, che sostituirono pure le barchette (u caiccheddhu), che per la loro snellezza consentivano la rincorsa del pesce alla ricerca di un luogo sicuro che non gli consentisse di sfuggire ad una cattura certa.